# 2867 Šteins
2867 Šteins (denumire provizorie 1969 VC) este un asteroid de fundal neregulat, în formă de diamant, din regiunile interioare ale centurii de asteroizi, cu un diametru de aproximativ 5 kilometri (3,1 mi). A fost descoperit pe 4 noiembrie 1969 de astronomul sovietic Nikolai Chernykh la Observatorul Astrofizic al Crimeei din Nauchnij, pe peninsula Crimeea. În septembrie 2008, nava spațială a ESA Rosetta a zburat pe lângă Šteins, făcând-o una dintre puținele planete minore vizitate vreodată de o sondă spațială. Asteroidul strălucitor de tip E prezintă 23 de cratere numite și are o perioadă de rotație de 6,05 ore. A fost numit pentru astronomul sovietic leton Kārlis Šteins.

## Orbită și clasificare
Šteins este un asteroid care nu aparține vreunei familii, ci aparține populației de fundal a centurii principale. Orbitează în jurul Soarelui în centura interioară de asteroizi la o distanță de 2,0–2,7 AU o dată la 3 ani și 8 luni (1.327 de zile; semiaxa mare de 2,36 AU). Orbita sa are o excentricitate de 0,15 și o înclinație de 10° față de ecliptică. Arcul de observare al corpului începe cu o pre-recuperare, realizată la Observatorul Palomar în noiembrie 1951, sau cu 18 ani înainte de observarea sa oficială a descoperirii.

## Numire
Această planetă minoră a fost numită în memoria lui Kārlis Šteins (1911–1983), un astronom leton și sovietic. A fost de mult timp director de observator la Universitatea Letonia din Riga și a proiectat instrumente astronomice. Šteins este cunoscut pentru munca sa asupra cosmogoniei cometare și pentru studiul rotației Pământului. Citarea oficială a denumirii a fost publicată de Minor Planet Center la 18 septembrie 1986 (M.P.C. 11157).

### Forme de relief peŠteins
Pe 11 mai 2012, Grupul de lucru al IAU pentru Nomenclatura Sistemelor Planetare a anunțat un sistem de denumire pentru formele de relief de pe Šteins. Inspirat de forma asemănătoare unei pietre prețioase a asteroidului, craterele sale primesct nume de pietre prețioase în limba engleză, cel mai mare fiind numit Caterul Diamond (vezi mai jos).
Cu excepția munților lui Mercur și a mărilor lunare (și propuse pentru 2 Pallas și 7 Iris), craterele lui Šteins sunt singurele forme de relief din Sistemul Solar ale căror nume nu sunt derivate din substantive proprii. În plus, o regiune distinctă de pe asteroid a fost numită Chernykh Regio după descoperitorul Nikolai Chernykh.

## Caracteristici fizice
Un studiu publicat în 2006 de astronomii de la Observatorul European de Sud a arătat că Šteins este un asteroid de tip E cu un diametru de aproximativ 4,6 kilometri. După zborul Rosetta, ESA l-a descris pe Šteins drept un „diamant pe cer”, deoarece are un corp larg care se îngustează într-un punct. Secțiunea largă este dominată de marele crater Diamond, cu un diametru de 2,1 kilometri, care i-a surprins pe oamenii de știință, care la început au fost uimiți că asteroidul a supraviețuit unui astfel de impact, în timp ce mai târziu s-a dovedit că raportul diametru crater-corp. de 0,79 nu este de fapt anormal de mare, deoarece urmează o tendință deja stabilită. Pe lângă forma sa neregulată, nu are niciun satelit.

### Diametru și albedo
Potrivit căutării efectuate de misiunea NEOWISE a Wide-field Infrared Survey Explorer al NASA și a observațiilor telescopului spațial Spitzer, Šteins măsoară 5,16 și 4,92 kilometri în diametru, iar suprafața sa are un albedo de 0,30 și, respectiv, 0,34. Albedo-ul său global este de 0,24 ± 0,01.  În 2012, fotografiile lui Šteins făcute de Rosetta folosind stereofotoclinometrie au permis oamenilor de știință să determine că dimensiunile asteroidului sunt de 6.83 × 5.70 × 4.42 kilometri, ceea ce echivalează cu un diametru mediu în volum de 5,26 km. (Asteroidul 129167 Dianelambert a fost numit ulterior pentru om de știință care a folosit această metodă 3D.) Colaborative Asteroid Lightcurve Link adoptă un albedo de 0,34 și un diametru de 4,9 kilometri cu o magnitudine absolută de 13,36.

### Curbe de lumină și poli
Studierea asteroidului cu sonda spațială Rosetta cu camerele OSIRIS de la bord, cu puțin timp înainte de zborul său, a arătat printr-o analiză a curbei de lumină că Šteins are o perioadă de rotație de 6.052±0.007 ore. Rezultatele curbei de lumină de rotaționale sunt în acord cu observațiile fotometrice de la sol ale lui Šteins cu o perioadă de 6,049 ore și o amplitudine a luminozității între 0,18 și 0,31 magnitudini (U=3/3).
O inversare a curbei de lumină a modelat, de asemenea, o perioadă siderală concurentă de 6,04681 ore și a determinat o axă de rotație la (250,0°, -89,0°) în coordonate ecliptice (λ, β). Modelarea a fost realizată prin compilarea unui set de 26 de curbe de lumină vizibile obținute anterior.

## Explorare

### ZborulRosetta

Animație a traiectoriei lui Rosetta din 2 martie 2004 până în 9 septembrie 2016
Rosetta
67P
Pământ
Marte
21 Lutetia
2867 Šteins

Pe 5 septembrie 2008, sonda spațială Rosetta a zburat pe lângă Šteins la o distanță de 800 km și o viteză relativ mică de 8,6 km/s. În ciuda duratei scurte a acestei întâlniri (aproximativ 7 minute în total), o mare cantitate de date a fost obținută de cele 15 instrumente științifice care operează la bordul sondei spațiale Rosetta. Aceasta a fost prima dintre cele două zboruri planificate efectuate de sondă, al doilea fiind către asteroidul mult mai mare 21 Lutetia în 2010. Planificarea zborului a însemnat că asteroidul a fost iluminat de soare din perspectiva sondei spațiale, făcând imaginile transmise clare. Centrul European de Operații Spațiale a transmis o conferință de presă despre Šteins mai târziu în acea zi.